# 迈克尔·S·金奇
迈克尔·S·金奇（1966年—）是一位美国作家，从事科学史和医学史方面的写作，主要作品有《变革的处方：药物开发中迫在眉睫的危机》（A Prescription for Change: The Looming Crisis in Drug Development）等。